# Mancomunidad de Valdizarbe
La Mancomunidad de Valdizarbe (Izarbeibarko Mankomunitatea en euskera) es el ente supramunicipal que agrupa a municipios de las comarcas de Valdizarbe, Val de Mañeru, Valle de Guesalaz y otras de la Zona Media de Navarra (España). Su sede se encuentra en la localidad de Puente la Reina. Su competencia abarca el abastecimiento, saneamiento y depuración de agua (ciclo integral del agua), la recogida y gestión de los residuos urbanos, y la concienciación, educación y asesoramiento medioambiental.

## Zona de actuación
La mancomunidad está integrada por 13 localidades: Artajona, Artazu, Berbinzana, Cirauqui, Larraga, Mañeru, Mendigorría, Miranda de Arga, Obanos, Puente la Reina, Salinas de Oro, Valle de Guesalaz, Echarren de Guirguillano y Guirguillano.

## Abastecimiento de agua
La mancomunidad gestiona el ciclo integral del agua, que va desde su captación, pasando por el suministro a los consumidores, y hasta la entrega de las aguas residuales a las depuradoras. La Mancomunidad de Valdizarbe se suministra de agua desde el Manantial de Riezu (Valle de Yerri). Se trata de un manantial que recoge agua de la Sierra de Andía, y tiene un caudal Medio es de 2,25 m3/s.
En 2013, y debido a una serie de incidentes, el suministro se realizó durante unos meses desde el Canal de Navarra.

## Gestión de los residuos urbanos
La Mancomunidad gestiona los residuos urbanos a través de su recogida selectiva, que afecta a las diferentes fracciones: materia orgánica y resto, envases, papel-cartón, vidrio, pilas, residuos especiales domiciliarios, poda y voluminosos. La Mancomunidad participa en el Consorcio de Residuos de Navarra.
Desde principios de 2008 traslada los residuos orgánicos y de la fracción resto a la planta de tratamiento de El Culebrete, en Tudela. También impulsa el compostaje, a través de campañas a las que se han apuntado más de 270 familias, así como tres centros escolares.
Los envases recogidos son trasladados la planta de selección de Peralta para su posterior aprovechamiento y reciclaje. El vidrio se lleva a la planta de Vidrala situada en Llodio para su conversión en nuevos envases de vidrio. El papel cartón se manda a las papeleras que nuevamente lo ponen en el mercado.
Como forma de adecuarse al objetivo fijado por el Plan Integrado de Gestión de Residuos de Navarra (PIGRN) que contempla que para el año 2020 se recoja separadamente el 50% de los biorresiduos, la mancomunidad indica que implantará el 5º contenedor para la recogida selectiva de la materia orgánica. Esta implantación se realiza durante el primer semestre de 2015, y para ello emplearán contenedores antiguos que serán convenientemente recuperados para la nueva función.

## Antiguo vertedero de Las Nekeas, Puente la Reina
El vertedero de Las Nekeas, en Puente la Reina dio servicio a la mancomunidad desde 1988 hasta 2008, cuando cesó su actividad. En 2009 la mancomunidad dio el visto bueno a su proyecto de sellado, que finalizó en 2011.
El sellado del vertedero se realizó con una primera fase consistente en el movimiento de las basuras para lograr una silueta con pendientes que permite el desagüe de las aguas superficiales, y la posterior ejecución de una serie de capas: drenaje de gases, impermeabilización, drenaje de aguas superficiales y cobertura con posterior hidro-siembra; para asegurar el correcto sellado del vertedero.